# Piko
Piko est une marque allemande de trains miniatures et d'accessoires de modélisme, fondée en 1949 à Chemnitz. Aux côtés de Märklin, Fleischmann et Roco, Piko est le quatrième plus grand fabricant avec une gamme complète de modèles à l'échelle G, H0, TT et N.
Piko était une Volkseigener Betrieb (VEB - littéralement : entreprise possédée par le peuple) de la République démocratique allemande (RDA). En 1992, la VEB a été privatisée et opère désormais sous le nom de Piko Spielwaren GmbH.

## Histoire

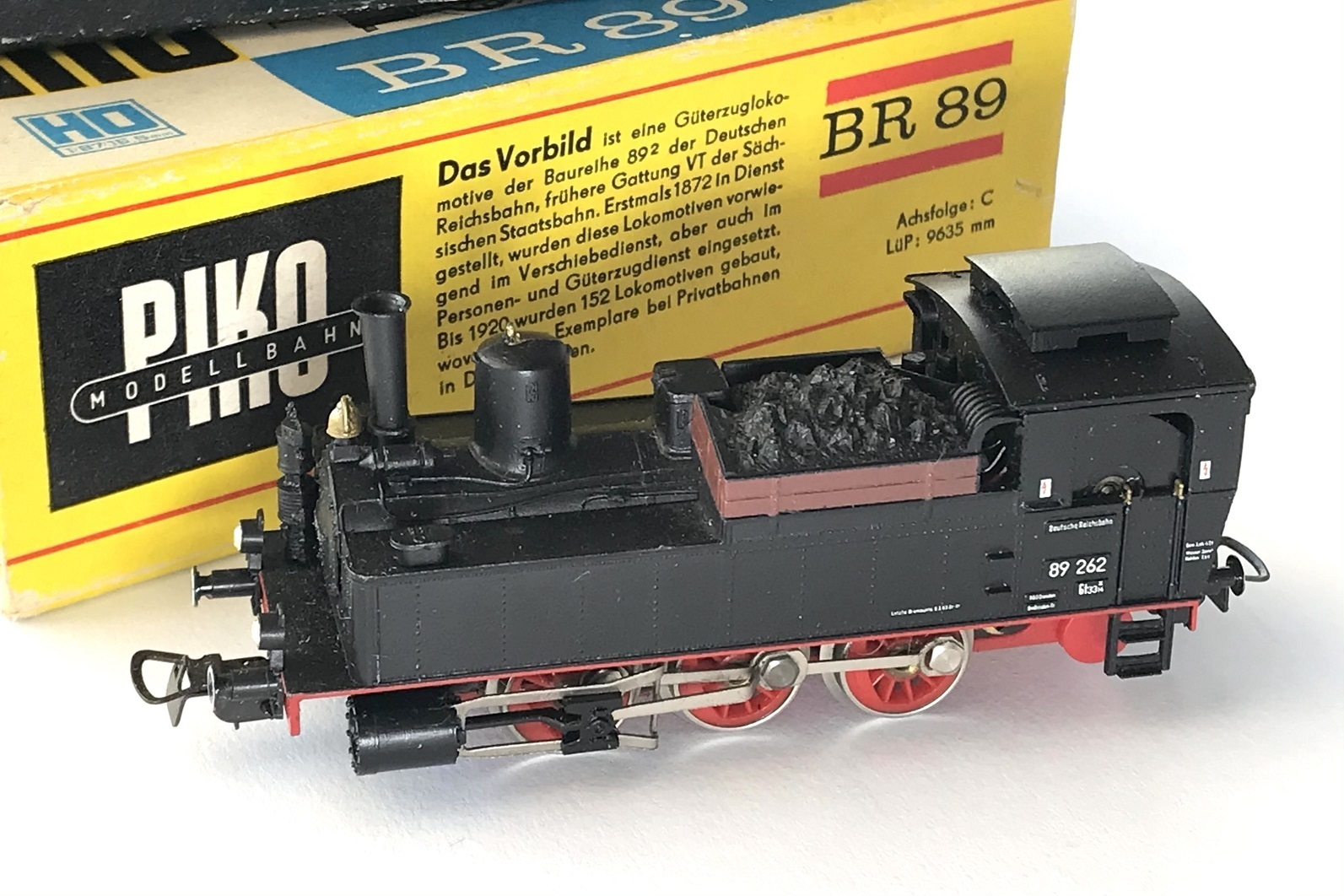
Locomotive BR 89 de la DR en HO.

La marque s'est développée en RDA et a surtout proposé, jusqu'en 1989, des reproductions de matériel ferroviaire est-allemand et soviétique. Elle proposait également des jouets par le passé.
Aujourd'hui Piko ne produit plus que des trains miniatures et possède 4 lignes de produits : hobby, expert, expert plus et classique.

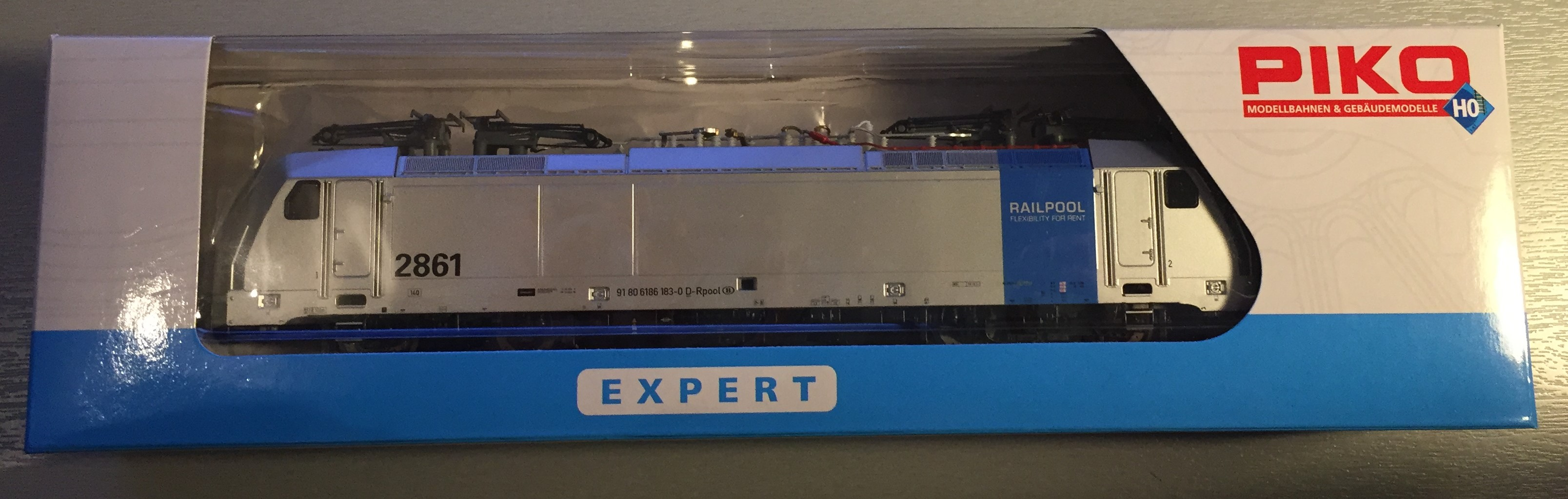
Série 28 SNCB de la marque Piko.